# Quint Pompeu (cònsol 141 aC)
Quint Pompeu (llatí: Quintus Pompeius A. f. L. n.) era fill de cert Aulus Pompeu i d'extracció humil. Formava part de la gens Pompeia.
Es va destacar segurament com orador, ja que Ciceró en parla, i l'any 141 aC va arribar a cònsol sens dubte després de seguir tot el cursus honorum. Va exercir el consolat junt amb Gneu Servili Cepió. La seva elecció li va costar enemistar-se amb Escipió.
Després del seu consolat va ser enviat com a procònsol a la Hispània Citerior com a successor de Quint Cecili Metel. Fabi Màxim Servilià era governador a la Hispània Ulterior. No va aconseguir cap victòria rellevant i encara va ser derrotat diverses vegades pels celtibers sense poder fer res al setge de Numància on les seves tropes, acampades a l'hivern davant els murs de la ciutat, van morir en gran nombre de fred i malalties. Per evitar les crítiques va proposar un acord de pau amb els numantins dels quals va requerir una rendició incondicional, però privadament només demanava alguns ostatges, l'entrega de captius i desertors i trenta talents de tribut, i en aquestes condicions els numantins van accedir a la pau.
Quan va arribar el successor de Pompeu, Marc Popil·li Laenes IV (139 aC) va denunciar el tractat encara que havia estat signat fins i tot per alguns oficials del seu propi exèrcit. Els numantins van apel·lar al senat i Laenes va enviar a aquest la qüestió. Descobert l'engany de Pompeu, el senat va declarar el tractat nul i la guerra es va reprendre. Pompeu no va ser acusat pels termes del tractat, però sí d'extorsió a la província, encara que finalment va ser absolt, tot i que persones molt eminents havien donat testimoni en contra seva, com ara Quint Cecili Metel Macedònic o Luci Cecili Metel Calb.
Pompeu, potser pel seu origen, gaudí del favor popular i va ser escollit censor l'any 131 aC junt amb Quint Cecili Metel Macedònic, la primera vegada que dos censors eren plebeus.